# Aïn Cheikh
Aïn Cheikh é uma aldeia na comuna de Sidi Khellil, no distrito de El M'Ghair, província de El Oued, Argélia. A vila está localizada a leste da rodovia N3, cerca de 9 quilômetros (5,6 milhas) ao sudeste de El M'Ghair.